# Yes! Pretty Cure 5 Go Go! La Película: ¡Feliz Cumpleaños Nozomi!
Yes! Pretty Cure 5 GoGo! ¡Feliz Cumpleaños en el Reino de los Dulces! (Yes!プリキュア5 GoGo! お菓子の国のハッピーバースディ♪ Iesu! PuriKyua 5 GoGo! Okashi no Kuni no Happī Basudī?) es la quinta película de animación del anime Pretty Cure creada por Izumi Todo de la quinta temporada, Yes! Pretty Cure 5 Go Go!. Producida por Toei Animation, se estrenó por primera vez en los cines japoneses el 8 de noviembre del 2008.
En la película hay un corto de 6 minutos, titulado Pretty Cure All Stars Dream Go Go Live!, protagonizada por las once de las cinco primeras temporadas.

## Argumento
Durante la celebración del decimoquinto cumpleaños de Nozomi, las Pretty Cure salvan a una niña, Chocola, que fue atacada por Bunbee. Para darles las gracias, la pequeña abre una puerta para ir a su reino, el Reino de los postres. En este reino, los ríos que fluyen son de caramelo y zumo. Mushiban, quien tomó el control de la mente de la reina, madre de Chocola, y con sus dos subordinados, Dry y Bitter arruinan la fiesta. Para destruir no solo el cumpleaños de Nozomi, sino también todo el Reino de los postres, las Pretty Cure deben luchar con todas sus fuerzas contra Dry y Bitter, y evitar ser convertidas en dulces, pero también la lucha contra Kokoda, que Mushiban le domina con su bola de cristal. Con un beso de Nozomi, Kokoda despierta. A través del poder de la Luz Milagro, Cure Dream se convierte en Shining Dream y derrota a Mushiban.

## Personajes exclusivos
Chocola (チョコラ Chokora?)
Seiyū: Taeko Kawata
La princesa del Reino de los postres, llega de repente a Natts House dentro de un horno. Perseguida por Bunbee, Pretty Cure la salvan y como agradecimiento las lleva a su reino, en realidad, se vio obligada por Mushiban, que ha amenazado con hacerle daño a su madre si ella no trae a las Pretty Cure. Tiene un buen corazón y trata a la gente con amor. Sueña con ser una buena reina como su madre, quien le enseñó a cocinar pasteles.
Reina de los Postres (デザート女王 Dezāto Jōo?)
Seiyū: Mika Doi
Soberana del Reino de los postres, es muy elegante y gentil, es la madre de Chocola. Cocina los mejores pasteles en el reino y vive en el Castillo. Cae bajo el control de Mushiban.
Mushiban (ムシバーン Mushibān?)
Seiyū: Akio Ōtsuka
Él invadió el reino de los postres y poseyó a la Reina para poder comer todos los dulce que quiera y sentirse satisfecho. Sin embargo, para aquellos que lo comen, no se cumple, y por lo tanto trae a las Pretty Cure al Reino de los Postres para que se conviertan en dulces. Es capaz de crear bolas de energía negras. Milky Rose se enfrenta cara a cara, entonces, por su defecto de tomar el control del Reino de los postres, decide destruirlo, pero es derrotado por Shining Dream. Antes de morir, se da cuenta de que los dulces comidos por los que no sienten no le provoca placer.
Dry (ドライ Dorai?)
Seiyū: Akira Ishida
Está a las órdenes de Mushiban, quiere convertir en carámbanos a las Pretty Cure. Bajo su dulce apariencia. Es frío y reservado pero a la vez muy fuerte. Él es el encargado de llevar a Cure Rouge y Cure Aqua a un congelador y convertirlas en helado. Después de es derrotado por Aqua y Rouge. En los créditos se le puede ver hablando con las chicas en la fiesta de Nozomi, así que lo más probable es que atacara a las chicas, porque estaba bajo el control mental de Mushiban.
Bitter (ビター Bitā?)
Seiyū: Masaya Matsukaze
Está a las órdenes de Mushiban, quiere convertir en galletas a las Pretty Cure. Es guapo y atractivo pero es duro de pelar, odia los dulces y le encanta el alcohol. Él es el encargado de llevar a Cure Lemonade y Cure Mint dentro de un horno y convertirlas en galletas. Después es derrotado por Mint y Lemonade. En los créditos se le puede ver hablando con las chicas en la fiesta de Nozomi, así que lo más probable es que atacara a las chicas, porque estaba bajo el control mental de Mushiban.

## Objetos Mágicos
Luz Milagrosa Rosa (Miracle Light Rose) (ミラクルライト2 Mirakuru Raito Rozu?)
Es una pequeña linterna con el extremo de cristal en forma de rosa y puede proyectar mucha luz. Es capaz de romper los hechizos malvados.Chocola lo utiliza para convertir a Cure Dream en Shining Dream.
Florete de Luz Estelar (Starlight Fleuret) (スターライトフルーレ  Sutaaraito Furūre?)
Es el arma de Shining Dream.En el mango, hay cinco rosas, cada una de un color diferente: azul, roja, amarilla, rosa y verde. Nace de la luz de los sueños de todos los habitantes del Reino de los Postres.
Florete Oscuro (Dark Fleuret) (黒いフルーレ Kuroi Furūre?)
Es el arma de Kokoda, poseído por el malvado Mushiban.

## Transformación y ataque de Shining Dream
- Trasformación: Es la frase que usa Cure Dream para transformarse.

¡La luz milagrosa de los sentimientos desbordantes, Shining Dream!

- PreCure Starlight Solution! (¡Solución de Luz Estelar de PreCure!)  : Es la frase que usa Shining Dream para atacar

PreCure Starlight Solution!

## Lugares
Reino de los Postres (お菓子の国 Okashi no Kuni?)
También conocido como la Tierra de los Dulces es la casa de Chocola, invadido por Mushiban. Hay ríos de zumo, dulces que crecen en los árboles y los bollos de crema, las montañas de chocolate, flores comestibles,nunca se engorda en ese Reino por muchos dulces que comas. Se accede a través de un horno. Los habitantes tienen las orejas como las de los perros.